# Roderich Walther
Roderich Walther (* 11. Oktober 1884 in Hanau; † 18. Oktober 1966 in Bad Orb) war ein deutscher Verwaltungsjurist in Ostpreußen.

## Leben
Walther studierte an der Albert-Ludwigs-Universität Freiburg Rechtswissenschaft und wurde 1903 Mitglied des Corps Rhenania Freiburg. Als Werner Meißner 1905 den Kösener Congress leitete, war Walther Protokollführer. 1906 bestand er das Referendarexamen. Nachdem er 1911 am Kammergericht die Assessorprüfung abgelegt hatte, war er von 1912 bis 1945 ununterbrochen in den Ostgebieten des Deutschen Reiches; denn ihn interessierte alles, was mit der damaligen „Ostpolitik“ zusammenhing. Er trat in den Justizdienst des Königreichs Preußen und war sieben Jahre als Staatsanwaltsassessor in Posen und Marienwerder. In die Zeit fiel seine Teilnahme am Ersten Weltkrieg. 1920 wurde er als Regierungsassessor in die innere Verwaltung des Freistaats Preußen übernommen. 1921/22 war er Verwalter des Restkreises Tilsit Land. Am 16. Oktober 1921 wurde er kommissarisch, am 17. August 1922 endgültig Landrat im Kreis Gumbinnen. Nach 1933 überstand er als Mitglied der Deutschnationalen Volkspartei politische Anfeindungen vor allem deshalb, weil die Bevölkerung seines Kreises zu ihm stand. Seit 1943 war er auch Verwalter der Polizeidirektion Tilsit und war zusätzlich Landrat im Landkreis Tilsit-Ragnit. Erst in der Schlacht um Ostpreußen verließ er seinen Posten. Nach der Flucht und Vertreibung Deutscher aus Mittel- und Osteuropa 1945 bis 1950 fand er mit seiner Familie eine Bleibe in Marburg. Er sammelte „seine Gumbinner“, die über ganz Westdeutschland verstreut waren. Sie dankten es ihm mit der Ernennung zum „Kreisältesten“. Ende 1953 initiierte Walther die Patenschaft Bielefelds für die Stadt und den Kreis Gumbinnen. Kurz nach seinem 82. Geburtstag starb er während einer Kur in Bad Orb.